# Пёггшталль
Пёггшталль (нем. Pöggstall) — ярмарочная коммуна (нем. Marktgemeinde) в Австрии, в федеральной земле Нижняя Австрия.
Входит в состав округа Мельк. Население составляет 2532 человека (на 31 декабря 2005 года). Занимает площадь 58,86 км². Официальный код — 31534.

## Политическая ситуация
Бургомистр коммуны — Йохан Гиллингер (АНП) по результатам выборов 2005 года.
Совет представителей коммуны (нем. Gemeinderat) состоит из 21 места.
- АНП занимает 12 мест.
- СДПА занимает 6 мест.
- местный список: 3 места.